# Pytho strictus
Pytho strictus is een keversoort uit de familie blauwe schorskevers (Pythidae). De wetenschappelijke naam van de soort werd in 1866 gepubliceerd door John Lawrence LeConte.